# Дюме, Жанна
Жанна Дюме́ (фр. Jeanne Dumée, умерла в 1706 году) — французский астроном и писательница.
Жанна рано вышла замуж и овдовела, после чего посвятила себя изучению астрономии. Является автором неопубликованного труда на галисийском языке «Discusión da opinión de Copérnico sobre o movemento da Terra» (рус. Обсуждение мнения Коперника касаемо движения Земли; 1680), рукопись которого хранится в Национальной библиотеке Франции. В нём она, в частности, писала о своих наблюдениях Венеры и спутников Юпитера, подтверждающих правоту коперникианской гелиоцентрической системы.
Дюме входит в число женщин, упомянутых в списке к инсталляции американской художницы и феминистки Джуди Чикаго «Званый ужин».